# Будай II
Будай II Великий (*д/н — 1692) — тарковський шамхал в 1668—1692 роках. Обіймав проосманську позицію.

## Життєпис
Походив з роду володарів тарковського шамхальства. Син Бій-Баммата. Дата народження достеменно невідома. 1668 року після смерті свого діда Сурхая I посів трон шамхала.
З самого початку вимушений був боротися проти свого стрийка Гірея. Після поразки останній на початку 1670-х років звернувся по допомогу до перського шаха Солейман Сефі. В свою чергу Будай II уклав союз з Османською імперією.
Водночас 1673 року шамхал спільно із зятем Чопаном, володарем Ендиреївського бійства, Каракасай, мурзою ногаїв, атакував Терське містечко, сплюндрував околиці. У відповідь Касбулат, володар великої Кабарди, та Аюка, хак калмиків, того ж року атакували Ендіреєвські землі.
1674 року відбив напад Гірея, що прийшов з перським військом. 1675 року не підтримав кримського хана Селім I Ґерая стосовно участі в кампанії проти Москви, оскільки боровся проти претенденті Гірея. З огляду на це Будай II відновив мирні стосунки з Московським царством, відправивши 1677 року новому цареві Федору III подарунок у 9 румаків. Разом з цим шамхал продовжував збільшувати свій вплив, захопивши багатий аул Кубачі.
1682 року на чолі 30-тисячного війська намагався перехопити біля Сунжи Арчіла, царя Імеретії. Але той зумів прохати до Терського містечка. 1689 року надав кримському хану Селім I Ґераю суттєву допомогу в боротьбі проти московського війська на чолі із Василем Голіциним. Помер Будай II 1692 року. Після нього почалася боротьба за трон між сином Аділь-Гереєм та стрийками Гіреєм, Муртуз-Алі I і Умалатом.